# Echium aculeatum
Echium aculeatum is een overblijvende plant uit de ruwbladigenfamilie (Boraginaceae), die endemisch is op de Canarische Eilanden.
Het is net als Echium brevirame een struikvormend slangenkruid.

## Naamgeving enetymologie
- Spaans: Ajinajo

De naam Echium is afgeleid van het Oudgriekse woord ἔχις (echis) = adder of gifslang. Zie daarvoor het artikel over Echium. De soortaanduiding aculeatum komt van het Latijnse aculeatus, wat 'scherp' of 'stekend' betekent, naar de doornen waarmee de bladeren bezet zijn.

## Kenmerken

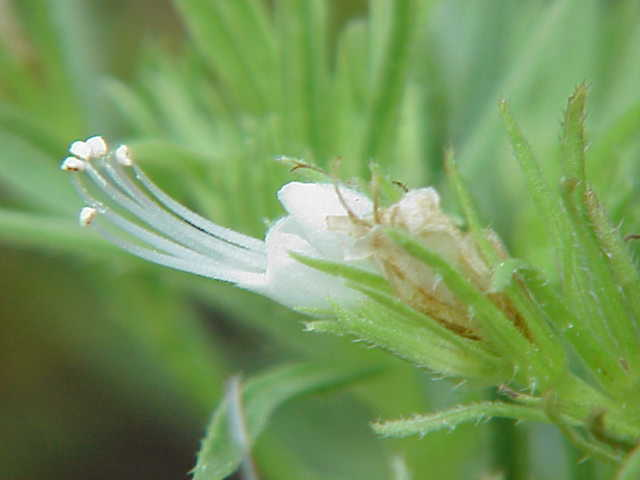
Detail bloem

Echium aculeatum is een overblijvende, struikvormende plant met een meermaals vertakte stengel. De bladeren zijn lancetvormig, met stekelig getande bladranden en hoofdnerf, en staan in kransen ingeplant. De bloeiwijze is een kegelvormige tros met tientallen buisvormige, witte bloemen.
Hij lijkt sterk op E. brevirame, maar kan daarvan onderscheiden worden door de kelkblaadjes die even lang of zelfs langer zijn dan de kroonblaadjes.
De plant bloeit in van april tot juni.

## Taxonomieenfylogenie
Echium aculeatum is zeer nauw verwant aan de zustersoorten E. leucophaeum, ook van Tenerife, en E. brevirame van La Palma. Waarschijnlijk is hier sprake van adaptieve radiatie.

## Habitaten verspreiding
Echium aculeatum komt voor op de droge en voedselarme vulkaanbodem in het westen van Tenerife, La Palma, La Gomera en El Hierro.
... · 
E. aculeatum · 
E. brevirame · 
E. candicans · 
E. creticum · 
E. gentianoides · 
E. hypertropicum · 
E. nervosum · 
E. pininana · 
E. plantagineum · 
E. sabulicola · 
E. simplex · 
E. virescens · 
E. vulgare (Slangenkruid) · 
E. webbii · 
E. wildpretii · 
E. wildpretii subsp. trichosiphon · 
E. wildpretii subsp. wildpretii · 
...